# Viúva Negra (filme)
Black Widow (bra/prt: Viúva Negra) é um filme estadunidense de super-herói de 2021 baseado na personagem de mesmo nome da Marvel Comics. Produzido pelo Marvel Studios e distribuído pela Walt Disney Studios Motion Pictures, é o vigésimo quarto filme do Universo Cinematográfico Marvel. O filme foi dirigido por Cate Shortland, com roteiro de Eric Pearson, e traz Scarlett Johansson interpretando Natasha Romanoff / Viúva Negra ao lado de Florence Pugh, David Harbour, O-T Fagbenle, Olga Kurylenko, William Hurt, Ray Winstone e Rachel Weisz. Ambientado após Captain America: Civil War (2016), o filme mostra Natasha em fuga e forçada a enfrentar o seu passado.
A Lionsgate começou o desenvolvimento de um filme da Viúva Negra em abril de 2004, com David Hayter escolhido para escrever e dirigir. O projeto não avançou e os direitos do filme da personagem foram revertidos para o Marvel Studios em junho de 2006. Scarlett Johansson foi escalada para o papel da personagem em vários filmes do UCM, começando com Iron Man 2 (2010) e começou a discutir um filme solo com a Marvel. Os trabalhos começaram no final de 2017, com Shortland contratada em 2018. Jac Schaeffer e Ned Benson contribuíram com o roteiro antes de Pearson ser contratado. As filmagens ocorreram de maio a outubro de 2019, na Noruega, Budapeste, Marrocos, no Pinewood Studios na Inglaterra, e em Atlanta, Macon e em Rome, Geórgia.
Viúva Negra estreou em 29 de junho de 2021, em vários eventos ao redor do mundo, e foi lançado nos Estados Unidos em 9 de julho simultaneamente nos cinemas e através do Disney+ com Premier Access. É o primeiro filme da Fase Quatro do MCU e foi adiado três vezes em relação à data de lançamento original de maio de 2020 devido à pandemia de COVID-19. Black Widow quebrou vários recordes de bilheteria e arrecadou mais de 379 milhões de dólares em todo o mundo, tornando-se o quinto filme de maior bilheteria de 2021. O filme recebeu avaliações geralmente positivas da crítica, com elogios às atuações, principalmente de Johansson e Pugh, e às sequências de ação, embora os vilões tenham recebido críticas. Em julho de 2021, Johansson entrou com um processo contra a Disney pelo lançamento simultâneo, que foi resolvido dois meses.

## Enredo
Em 1995, os agentes secretos russos — o super-soldado Alexei Shostakov e a viúva Negra Melina Vostokoff — se passam por uma família normal em Ohio com suas filhas substitutas Natasha Romanoff e Yelena Belova. Quando a missão de roubar a S.H.I.E.L.D. é cumprida, a família foge para Cuba e se reúne com seu chefe, o General Dreykov, que leva Natasha e Yelena para treinamento na Sala Vermelha. Os anos passam e Alexei é preso na Rússia, enquanto Natasha deserta para S.H.I.E.L.D., depois de explodir o escritório de Dreykov em Budapeste, aparentemente matando ele e sua filha, Antonia; um ato que assombra Natasha.
Em 2016, Natasha se torna uma fugitiva por violar os Acordos de Sokovia. Ela escapa do Secretário de Estado dos EUA, Thaddeus Ross, e foge para um esconderijo na Noruega, onde se reúne com seu contato, Rick Mason. Enquanto isso, Yelena mata uma ex-Viúva Negra rebelde, mas entra em contato com uma substância que neutraliza o agente químico de controle da mente da Sala Vermelha. Ela envia o antídoto para o esconderijo de Natasha na esperança de voltar para ajudá-la. Enquanto Natasha, sem saber, sai com o antídoto, ela é atacada pelo Treinador, que está atrás do antídoto. Natasha consegue escapar do Treinador e descobre que o antídoto foi enviado por Yelena. As duas se reencontram em Budapeste, mas são atacadas por Viúvas Negras. Ao escaparem, Natasha descobre que a Sala Vermelha ainda está ativa e que seu líder, Dreykov, ainda está vivo. Natasha e Yelena fogem do Treinador e se reencontram com Mason, que lhes fornece um helicóptero.
Natasha e Yelena libertam Alexei da prisão para descobrir onde Dreykov está e ele diz que elas precisam falar com Melina, que vive em uma fazenda na Rússia usando o controle mental em porcos. Yelena revela que, embora eles não fossem uma família real, ela ainda queria acreditar que eles eram, enquanto Alexei e Melina admitem que eles também desejavam ser uma família real. Melina entrega sua localização a Dreykov, cujos agentes chegam e os levam para a Sala Vermelha, que está localizada em uma base aérea.
Enquanto Dreykov parabeniza Melina por encontrá-los, é revelado que Melina e Natasha usaram tecnologia de máscara facial para trocar de lugar na fazenda, tendo planejado sua própria captura. Natasha descobre que o Treinador é Antonia, que sofreu danos tão graves que Dreykov foi forçado a colocar um chip em sua cabeça para ajudá-la, transformando-a no soldado perfeito. Natasha também descobre que ela não pode machucar Dreykov devido a um bloqueio de feromônio que ele instalou em todas as Viúvas, e que ele tem controlado as Viúvas em todo o mundo através de sua mesa de controle. Depois de incitar Dreykov a dar um soco em seu rosto, Natasha intencionalmente corta um nervo em sua passagem nasal para bloquear o feromônio e poder atacar Dreykov.
Melina tenta desligar o motor da nave, enquanto Alexei luta com Antonia e Yelena procura as outras Viúvas que são enviadas para proteger Dreykov. Dreykov escapa, enquanto as viúvas lutam com Natasha, mas Yelena cria uma bomba de pó vermelho que libera as viúvas do controle mental. Natasha vai até a mesa de controle e copia as localizações das outras viúvas em todo o mundo para uma unidade portátil, assim que a nave começa a explodir e cair. Antes de sair da sala de controle, ela pega dois frascos do Pó Vermelho que não explodiram da bomba de Yelena. Melina e Alexei são forçados a escaparem da nave por meio de uma aeronave, enquanto Yelena derruba a nave de fuga de Dreykov, matando-o.
Natasha coloca um paraquedas em Yelena, enquanto ela e Antonia têm uma batalha final pelo céu antes de pousar em segurança no chão. Natasha usa um frasco de Pó Vermelho em Antonia, libertando-a do controle mental. O resto das Viúvas chegam enquanto Yelena, Melina e Alexei se despedem de Natasha, com Yelena dando a ela seu colete para se lembrar dela e Natasha dando a Yelena o último frasco de Pó Vermelho e a unidade portátil, dizendo a ela para encontrar e libertar as outras Viúvas. Enquanto eles partem com Antonia, Natasha aguarda a chegada de Ross e seus homens.
Duas semanas depois, Natasha se reúne com Mason, que lhe forneceu um Quinjet. Ela voa para libertar os Vingadores detidos na Balsa.
Em uma cena pós-créditos ambientada após a morte de Natasha, Yelena encontra Condessa Valentina Allegra de Fontaine no túmulo de Natasha e é encarregada de matar Gavião Arqueiro, o homem que Fontaine afirma ser o responsável pela morte de Natasha.

## Elenco

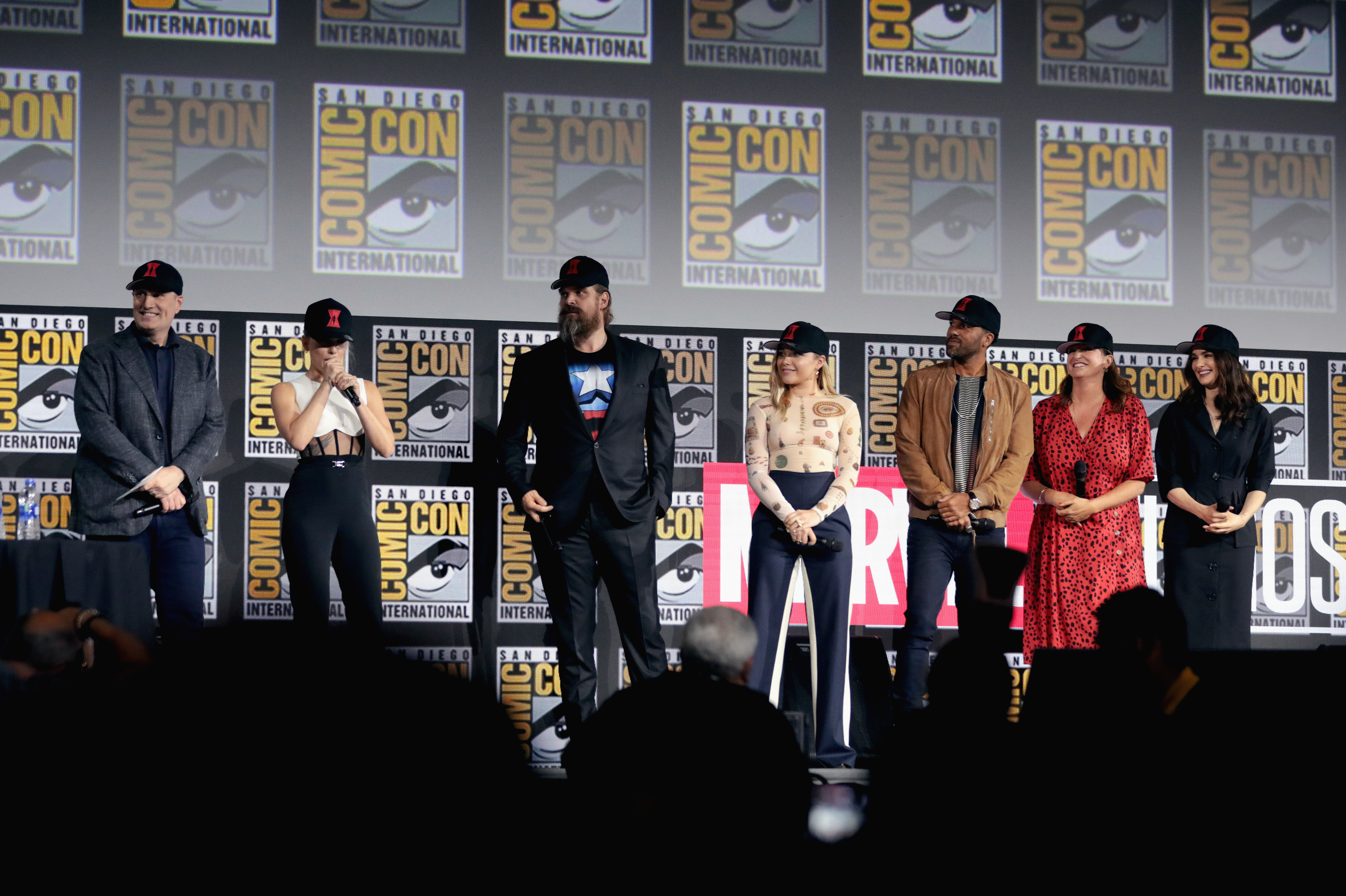
Da esquerda: Feige, Johansson, Harbour, Pugh, Fagbenle, Shortland e Weisz na San Diego Comic-Con 2019.

- Scarlett Johansson como Natasha Romanoff / Viúva Negra:
Uma Vingadora, ex-assassina da KGB altamente treinada e ex-agente da S.H.I.E.L.D..[16] Johansson disse que ela estava "saindo em alta" e estava orgulhosa do filme, sentindo que seu trabalho interpretando Natasha agora estava completo.[17] Ela descreveu o filme como uma oportunidade de mostrar a personagem como "uma mulher que ganhou vida e está fazendo escolhas independentes e ativas por si mesma",[18] estando em um lugar escuro sem ninguém para ligar,[19] e sentiu que a vulnerabilidade da personagem a diferenciava dos outros Vingadores.[20] A diretora Cate Shortland assistiu a todas as aparições de Natasha no UCM consecutivamente na preparação para o filme e escolheu ambientar a história onde Natasha está sozinha e não "relacionada com alguém".[21] Shortland disse que a ambígua jornada psicológica de Natasha foi o centro da história.[20] Ever Anderson interpreta a jovem Natasha Romanoff.[22][23] Anderson, que fala russo,[24] sentiu que seu treinamento de Taekwondo e ginástica foram úteis para o papel.[25]
- Florence Pugh como Yelena Belova / Viúva Negra:
Uma figura fraterna para Natasha treinada na "Sala Vermelha" como uma Viúva Negra.[26][27][28] Johansson disse que Yelena foi uma inclusão precoce no filme,[29] que poderia agir sozinha em comparação com Natasha. Pugh disse que havia uma "diferença geracional" entre as duas e descreveu Yelena como "sem remorso, confiante em si mesma e curiosa ... e emocionalmente corajosa".[30] Pugh admirou a franqueza e determinação de Belova,[31] e observou que a personagem é uma lutadora habilidosa, mas não sabe como viver uma vida normal.[32] Shortland disse que Natasha estaria "entregando a [Belova] o bastão" no filme,[33] e Pugh pediu orientação a Johansson durante as filmagens para atender às demandas de fazer filmes da Marvel.[31] Johansson queria evitar uma dinâmica antagônica entre as duas personagens, em vez de ter um relacionamento semelhante a de irmãs, mas contencioso,[29] que Pugh caracterizou como "uma história de irmãs que realmente se concentra no luto, na dor, no abuso, em ser uma vítima — e em viver sendo uma vítima".[17] Violet McGraw interpreta a jovem Yelena Belova.[23][34]
- David Harbour como Alexei Shostakov / Guardião Vermelho:
O super-soldado russo equivalente ao Capitão América e uma figura paterna para Natasha e Yelena.[26][35] Harbor disse que Shostakov não era heróico ou nobre, e era cômico e tragicamente falho.[36] Shostakov afirma que lutou contra o Capitão América nos anos 1980 e o roteirista Eric Pearson sentiu que o personagem acreditava que isso era verdade, apesar de ser impossível.[37] Para a interpretação de Harbour, ele e Shortland discutiram a atuação de Ricky Gervais em The Office e Philip Seymour Hoffman em The Savages (2007), "comédia que surge de uma necessidade doméstica real".[38] Harbor já tinha deixado sua barba crescer para a quarta temporada de Stranger Things, então ele decidiu ganhar peso para o papel, chegando a atingir 127 kg. Ele então perdeu 27 kg ao longo das filmagens para retratar uma versão mais jovem do personagem para a sequência de flashback de abertura do filme.[39]
- O-T Fagbenle como Rick Mason:
Um aliado do passado de Natasha da S.H.I.E.L.D. que possui um interesse romântico nela.[26][40][41] Fagbenle descreveu Mason como "um localizador de pessoas que não são tão afiliadas a exércitos" e ajudou Natasha dessa maneira.[42] Sobre o motivo de Mason não ter desenvolvido um romance com Romanoff, Fagbenle disse, "o filme é maior do que isso" e que o relacionamento deles faz parte da família maior de Natasha em vez disso.[43] Além do roteiro escrito por Pearson, Fagbenle desenvolveu a história de fundo de Mason com Shortland e Johansson. Como a identidade do Treinador foi mantida em segredo, muitas pessoas presumiram que Mason assumiria secretamente o manto, o que Fagbenle teve de negar até mesmo de seu personal trainer.[44] A cena final do filme envolvendo Mason fornecendo o Quinjet para Romanoff foi adicionada como parte das refilmagens no início de 2020, inserida no filme depois que o público de teste gostou de ver Natasha e Mason juntos.[45]
- Olga Kurylenko como Antonia Dreykov / Treinador:
Filha de Dreykov que completa missões para a Sala Vermelha.[46] Ela tem reflexos fotográficos que lhe permitem imitar o estilo de luta de seus oponentes[32][47] e usa técnicas de outros super-heróis, como Homem de Ferro, Capitão América, Soldado Invernal, Homem-Aranha[48] e Pantera Negra, além de ter as habilidades da própria Viúva Negra e ter as habilidades com arco e flecha do Gavião Arqueiro.[49] Vários dublês foram necessários para retratar as várias habilidades do personagem.[50] Kurylenko disse que grande parte da dor de Antonia é interna e descreveu seu relacionamento com Dreykov como abusivo, já que Dreykov a usa "como uma ferramenta [e] a faz fazer o que ele quiser".[51] O Treinador é revelado como Antonia no filme, ao invés da contraparte dos quadrinhos, Tony Masters, já que Masters é um mercenário que não se encaixava na história do filme e era mais natural para Pearson amarrar o Treinador em uma "ponta solta do passado de Natasha".[52] Ryan Keira Armstrong interpreta a jovem Antonia Dreykov.[53]
- William Hurt como Thaddeus Ross: O Secretário de Estado dos EUA e um ex-general do Exército dos EUA.[54]
- Ray Winstone como General Dreykov:
Um General Russo e o chefe da "Sala Vermelha".[38][55][56] Pearson sentiu que o filme precisava de um vilão que pudesse se encaixar em seu período de tempo sem ser detectado, para evitar contradizer os eventos de Avengers: Infinity War (2018). Pearson descreveu Dreykov como um covarde "manipulador de marionetes", enquanto se esconde nas sombras e não se importa em machucar outras pessoas.[52][57]
- Rachel Weisz como Melina Vostokoff / Viúva Negra:
Uma espiã experiente treinada na "Sala Vermelha" como uma Viúva Negra e uma figura materna para Natasha e Yelena, que agora é uma das principais cientistas da "Sala Vermelha".[32][58][59] Comparada com a contraparte de Melina dos quadrinhos, que se torna a supervilã Dama de Ferro, Weisz explicou que a versão do filme é mais ambígua e em camadas, com uma personalidade inexpressiva e sem senso de humor, o que Weisz achou divertido.[60] Weisz recebeu um traje de Viúva Negra sob medida para o filme, que ela chamou de uma peça de roupa "icônica" que "correspondeu às expectativas".[61] Weisz retrabalhou a interpretação de Melina para ser mais afetuosa com Alexei, ao invés de desdenhosa.[62]

Adicionalmente, Liani Samuel, Michelle Lee e Nanna Blondell aparecem como as assassinas da Sala Vermelha Lerato, Oksana e Ingrid, respectivamente, enquanto Jade Xu interpreta outra Viúva Negra, mais tarde identificada como Helen em Shang-Chi and the Legend of the Ten Rings (2021). Olivier Richters interpreta Ursa, um colega presidiário de Alexei. A cena pós-créditos do filme mostra Julia Louis-Dreyfus reprisando seu papel como Valentina Allegra de Fontaine da série do Disney+, The Falcon and the Winter Soldier (2021), em uma aparição especial não creditada. Jeremy Renner reprisa seu papel como Clint Barton em uma participação especial de voz não creditada.

## Produção

### Desenvolvimento
"O que eu tentei fazer foi usar o plano de fundo do império soviético em ruínas, um manicômio sem lei com 400 e poucos silos de mísseis nucleares avulsos. Era tudo sobre armas nucleares livres e eu senti que era oportuno e muito legal. Infelizmente, enquanto eu chegava no rascunho final, uma série de filmes de heroínas foram lançados.Tivemos Lara Croft: Tomb Raider e Kill Bill, que foram os que funcionaram, mas depois tivemos BloodRayne, Ultravioleta e Æon Flux. Æon Flux não teve uma boa estreia, e três dias depois, o estúdio disse: 'Achamos que não é hora de fazer este filme'."

—David Hayter sobre sua versão do roteiro e porque esse projeto falhou em avançar.
Em fevereiro de 2004, a Lionsgate adquiriu os direitos de filmagem da Viúva Negra, e em abril anunciou David Hayter como escritor e diretor do filme, com a produção de Avi Arad. Em junho de 2006, a Lionsgate havia abandonado o projeto e os direitos revertidos para a Marvel Studios. Hayter e Marvel tentaram conseguir outro financiador para desenvolver o projeto, mas Hayter "nunca se sentiu confortável em encontrar um lugar que estivesse disposto a levar o filme, e o personagem, a sério". Isso deixou Hayter de "coração partido", mas ele esperava que o filme fosse feito "algum dia".
Em janeiro de 2009, a Marvel entrou em negociações com Emily Blunt para interpretar a Viúva Negra em Iron Man 2. Embora ela não pudesse assumir o papel devido a um compromisso anterior de estrelar Gulliver's Travels. Em março de 2009, Scarlett Johansson assinou contrato para interpretar Natasha Romanoff / Viúva Negra, com seu contrato incluindo opções para vários filmes. Em setembro de 2010, enquanto promovia o lançamento Iron Man 2, o presidente da Marvel Studios, Kevin Feige, afirmou que as conversas com Johansson já haviam ocorrido em relação ao filme solo da personagem, mas que o foco da Marvel era The Avengers (2012). Johansson apareceu nesse filme como a personagem, assim como em Captain America: The Winter Soldier, Avengers: Age of Ultron, Captain America: Civil War, Avengers: Infinity War e Avengers: Endgame. Após o lançamento de Age of Ultron, Johansson revelou que o número de filmes em seu contrato foi ajustado desde que ela assinou pela primeira vez para combinar com a "demanda da personagem", já que a Marvel não havia antecipado a "grande reação" do público a personagem e o seu desempenho.
Em fevereiro de 2014, Feige afirmou que, depois de explorar o passado da Viúva Negra em Era de Ultron, ele gostaria de vê-la mais explorada em um filme solo, que já teve um trabalho de desenvolvimento, incluindo um tratamento "bem a fundo" por Nicole Perlman, que co-escreveu Guardians of the Galaxy. Em abril do ano seguinte, Johansson expressou interesse em estrelar um filme da Viúva Negra e disse que isso seria impulsionado pela demanda da audiência. Em julho, Hayter manifestou interesse em reviver o projeto para a Marvel, e no mês seguinte, o diretor Neil Marshall afirmou que "adoraria fazer um filme da Viúva Negra", dizendo que achava que o personagem era "realmente interessante" dado que ela não tem superpoderes, ela só tem habilidades extraordinárias, e o mundo que ela vem, sendo essa ex-assassina da KGB, eu acho isso realmente fascinante. "Em abril de 2015, Johansson falou mais sobre a possibilidade de um filme solo da Viúva Negra, vendo o potencial para explorar as diferentes "camadas" dela descritas nos diferentes filmes até agora, mas também afirmando que "neste momento eu acho que esse personagem é bem usado nesta parte do universo". Enquanto promovia Captain America: Civil War no mês de abril, Feige notou que, devido ao cronograma anunciado de filmes, qualquer potencial filme da Viúva Negra seria daqui a quatro ou cinco anos. Ele acrescentou que a Marvel estava "criativa e emocionalmente" comprometida em fazer um filme da Viúva Negra eventualmente.

Em julho de 2016, Joss Whedon, o diretor de The Avengers e Avengers: Age of Ultron, declarou que ele estava disposto a dirigir um filme da Viúva Negra, sentindo que ele poderia fazer "um thriller de espionagem". Um bom filme sobre "paranoia", no estilo de uma trama escrita por "John le Carré depois de usar crack". Em outubro, Johansson discutiu o potencial filme sendo uma prequela, dizendo: "Você pode trazê-la de volta para a Rússia. Você poderia explorar o programa Viúva. Há todos os tipos de coisas que você poderia fazer com isso." Ela alertou que talvez não quisesse "usar um macacão colante" por muito mais tempo. No próximo mês de fevereiro, Johansson disse que se dedicaria a tornar qualquer filme em potencial da viúva negra "incrível. Teria de ser a melhor versão que o filme poderia ser. Caso contrário, eu nunca faria isso ... [teria que] ser autônomo e ter seu próprio estilo e sua própria história". Após o trabalho de desenvolvimento feito e o apoio do público para um filme da Viúva Negra ser feito, a Marvel decidiu que o "melhor momento para avançar com o projeto" seria no início da "última fase" do MCU em 2020.

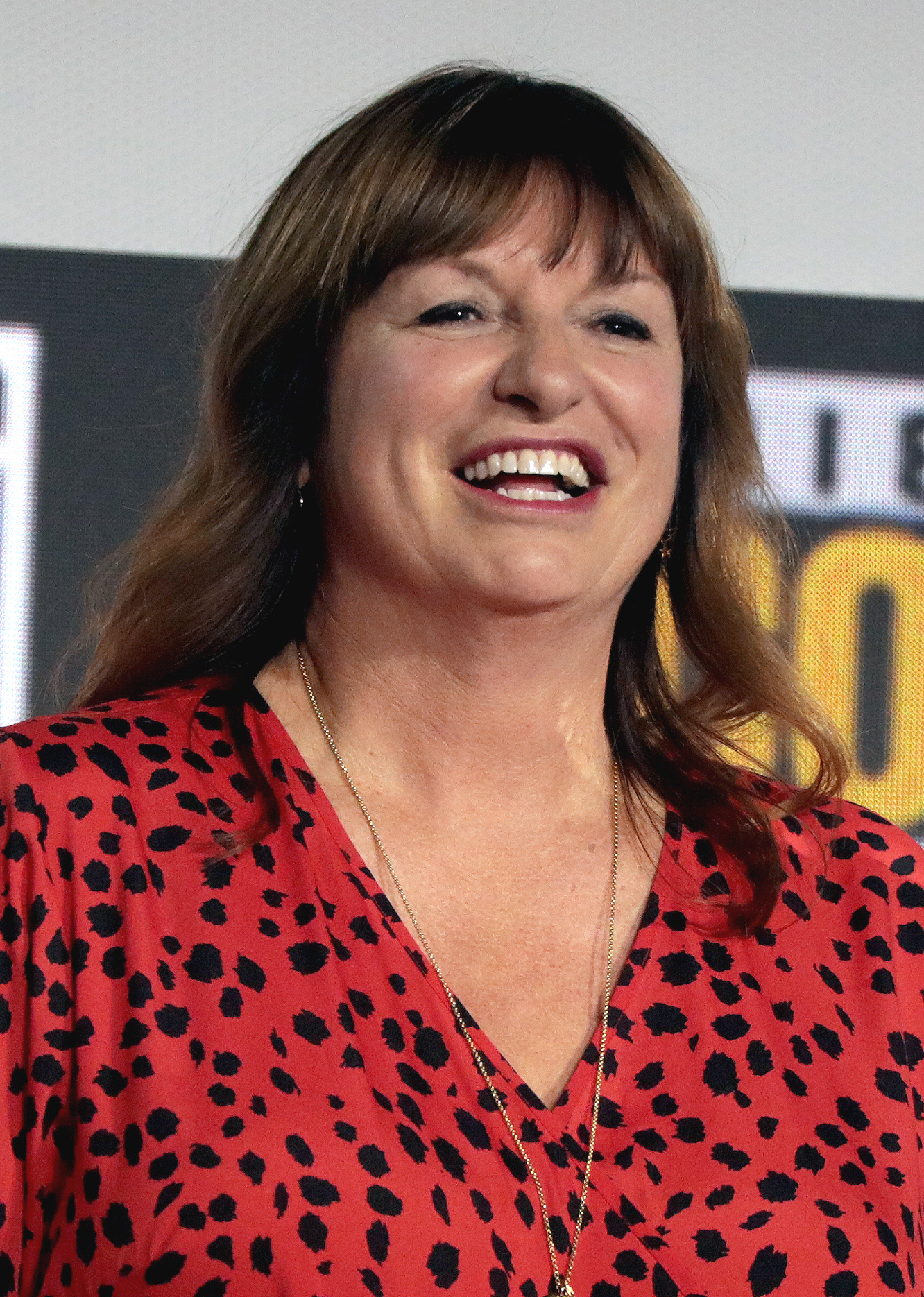
A diretora Cate Shortland na San Diego Comic-Con International 2019.

Em outubro de 2017, Feige se encontrou com Johansson para discutir a direção de um potencial filme solo, antes da Marvel começar a se reunir com escritores para o projeto, incluindo Jac Schaeffer. Como o movimento #MeToo começou nessa época, Johansson queria que o filme "comentasse... esse incrível movimento de mulheres apoiando outras mulheres e passando por essas experiências compartilhadas de trauma do outro lado, realmente avançando e apoiando umas às outras". Schaeffer se encontrou com Feige novamente em dezembro e foi contratado para escrever um roteiro para o filme antes do final de 2017. Schaeffer e Johansson foram definidas para discutir a direção do filme no início de fevereiro de 2018. A Marvel começou a se reunir com diretoras para potencialmente assumir o projeto, parte de um esforço prioritário dos principais estúdios cinematográficos para contratar diretoras para franquias. No final de abril, o estúdio se reuniu com mais de 65 diretoras para o projeto em uma pesquisa "extremamente minuciosa", incluindo Deniz Gamze Ergüven, Chloé Zhao (que acabou sendo escolhida para dirigir Eternals da Marvel), Amma Asante e Lynn Shelton. Lucrecia Martel também foi abordada, mas desanimou ao ser informada que não teria que "se preocupar com as cenas de ação". Ela também achava que a música e os efeitos visuais dos filmes da Marvel eram "horríveis" e queria mudar a abordagem deles. Nos meses seguintes, uma lista de 49 diretoras foi feita antes das principais escolhas de Cate Shortland, Asante e Maggie Betts se encontrarem com Feige e Johansson em junho. Mélanie Laurent e Kimberly Peirce também estiveram nas "escolhas finais". Johansson era fã do filme Lore (2012) de Shortland, que é estrelado por uma mulher, e foi quem a abordou sobre a direção do filme; Shortland foi contratada em julho. Johansson disse que Black Widow se tornou "mais real" durante as filmagens de Infinity War e ela também estava ciente da morte da personagem em Endgame. Saber disso ajudou a informar quando Black Widow aconteceria na linha do tempo do UCM. Johansson também acreditava que não havia "urgência" em fazer o filme, e que fazê-lo quando deveria ser feito, em vez de anos antes, permitia que o filme fosse "sobre coisas reais".
O The Hollywood Reporter informou em outubro de 2018 que Johansson ganharia 15 milhões de dólares para aparecer no filme, um aumento em relação ao "salário de sete dígitos" que ganhou por estrelar The Avengers. Foram 15 milhões de dólares que Chris Evans e Chris Hemsworth ganharam cada um pelos terceiros filmes de suas franquias do UCM—Civil War e Thor: Ragnarok (2017), respectivamente. Os dois também ganharam essa quantia por co-estrelar Infinity War e Endgame. Apesar do The Hollywood Reporter confirmar esses valores com "várias fontes bem informadas" para seu relatório, a Marvel Studios contestou a precisão dos números e disse que "nunca divulgam publicamente salários ou termos de negócios". A The Walt Disney Company afirmou mais tarde que Johansson ganhou 20 milhões de dólares até o final de julho de 2021 por seu trabalho no filme. Johansson também foi produtora executiva do filme.

### Pré-produção
Em fevereiro de 2019, Ned Benson foi contratado para reescrever o roteiro e Feige confirmou que, apesar dos rumores, o estúdio não queria que o filme recebesse uma classificação para maiores da Motion Picture Association of America. No mês de março de 2019, Florence Pugh entrou em negociações para se juntar ao elenco como uma espiã que é "moralmente o oposto" a Romanoff. A Marvel vinha considerando Pugh para o papel desde o final de 2018, mas começou a procurar por outras atrizes, incluindo Saoirse Ronan, no início de 2019. O estúdio voltou atrás e escolheu Pugh para o papel depois que ela recebeu fortes críticas por sua atuação no filme Fighting with My Family (2019). Em abril de 2019, foi confirmado que Pugh foi escalada ao lado de David Harbour, Rachel Weisz, e O-T Fagbenle. Shortland disse que o filme não seria uma história original, apesar de ser uma prequela de Infinity War e Endgame, já que Kevin Feige sentiu que seria esperado uma prequela e decidiu ir na "direção oposta" dessa ideia. Feige comparou o filme à série de televisão Better Call Saul, que é uma prequela da série Breaking Bad, porque foi "um exemplo maravilhoso de uma prequela que quase completamente se destaca por conta própria ... [mas] te informa sobre muitas coisas que você não sabia antes". Shortland reconheceu a morte de Natasha em Endgame e o fato de que alguns fãs ficaram chateados por ela não ter recebido um funeral no filme, mas disse que a personagem era uma pessoa privada e não conhecia muitas pessoas, então ela não desejaria um funeral. No entanto, Black Widow permitiu que o final "fosse a dor que os indivíduos sentiram, ao invés de um grande derramamento público".
Eric Pearson é creditado como o roteirista de Black Widow, com Schaeffer e Benson recebendo os créditos pela história. O filme se passa principalmente entre o enredo principal de Captain America: Civil War e a cena final do filme, em que os Vingadores escapam da prisão. Johansson não queria fazer uma história de origem verdadeira para a personagem, e tanto ela quanto Feige sentiram que o filme ser ambientado após Civil War era "o melhor lugar para começar", porque "nos deu muitas possibilidades" para explorar Natasha sozinha pela primeira vez e não vinculada a uma organização maior. Uma versão do roteiro, antes de Pearson entrar, incluía uma cena de Civil War entre Natasha e Tony Stark / Homem de Ferro, e Robert Downey Jr. teria aparecido no filme, mas Shortland e Feige decidiram não adicionar Stark ou quaisquer outros heróis ao filme para que Natasha ficasse por conta própria, e foi determinado que a cena não acrescentava nada de novo. A história vê Natasha confrontando Dreykov, o chefe da Sala Vermelha, com Johansson explicando que ela está "fugindo" daquele "trauma e exploração" de seu passado, com sua irmã, Yelena Belova, forçando-a a "chegar a um acordo com isso" e enfrentá-lo. Johansson acrescentou que essas ideias eram relevantes para eventos do mundo real na época em que o filme estava sendo feito, e ela estava grata por ter o filme para comentar sobre isso. O filme começa com uma sequência de créditos de abertura com flashbacks da Sala Vermelha e fotos de Dreykov, com Feige explicando que Shortland queria contar a história pela qual Dreykov é responsável no início do filme. Uma cena no final do filme em que Thaddeus Ross persegue Natasha foi deliberadamente deixada sem solução, já que Shortland queria deixar o público "em alta" questionando como Natasha escapa em vez de exauri-los com outra luta.

### Filmagens
As filmagens começaram em 28 de maio de 2019, na Noruega. Cate Shortland queria que o filme tivesse "o perigo em seu coração" e fosse "realmente emocional, mas também voltado para a história". Ela se inspirou em How to Train Your Dragon (2010), No Country for Old Men (2007) e Thelma & Louise (1991), assim como Captain America: The Winter Soldier. Shortland também olhou para filmes de combate e filmes com exércitos e milícias, permitindo-lhe imaginar mulheres nesses papéis para ajudar a traduzir isso para Black Widow. Os primeiros relatórios sugeriram que Rob Hardy seria o diretor de fotografia do filme, mas ele deixou a produção antes do início das filmagens. Em vez disso, Gabriel Beristain serviu como diretor de fotografia, tendo feito isso anteriormente para os curtas da Marvel Item 47 (2012) e Agent Carter (2013), a série Agent Carter (2015–2016), e filmagens adicionais de sete filmes da Marvel Studios começando por Homem de Ferro (2008). Beristain inicialmente não foi creditado nos trailers do filme, como apontado por Jeff Sneider, do Collider, que se perguntou se os obstáculos contratuais seriam os culpados por a Marvel não ter creditado o cineasta naquele momento. Sneider sentiu que Beristain seria creditado em materiais de marketing que antecederam o lançamento do filme, e ele foi confirmado no cargo no avanço do filme para a imprensa. Beristain confirmou que foi chamado depois que as filmagens começaram, e desistiu de uma projeto televisivo que dirigiria para se mudar para Londres e fazer seu primeiro filme como diretor de fotografia principal para a Marvel. Shortland quis evitar materiais técnicos e usar o máximo de luz natural possível, criando um desafio para Beristain quando tinha que igualar a luz da locação nas filmagens em estúdio. Um formato anamórfico foi escolhido para ressaltar os movimentos largos e paisagens do filme, chegando a usar um sistema que separava o sensor de imagem da câmera.

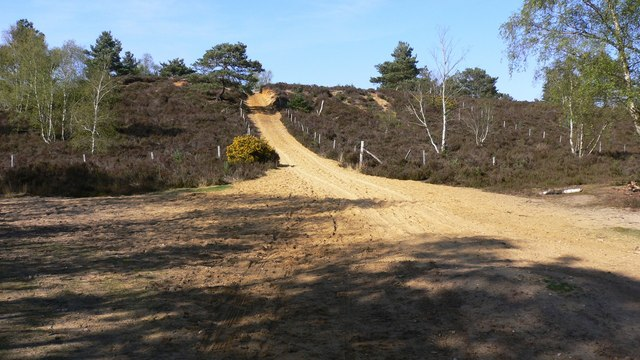
Hankley Common, Surrey, Inglaterra, que foi feita para parecer uma fazenda russa com locais de queda de helicópteros.

No início de junho, a produção mudou para o Pinewood Studios, em Londres, com Ray Winstone se juntando ao filme no final de junho. As filmagens ocorreram em meados de julho em Hankley Common em Surrey, Inglaterra, sob o título provisório de Blue Bayou. O local foi feito para se parecer com uma fazenda russa, com locais para acidentes de helicópteros e aviões. O Conselho Paroquial de Thursley se opôs a filmagem, pois ela ocorreu enquanto o pedido do Marvel Studios para usar o local ainda estava pendente. A produção planejava revisitar o local no final de agosto de 2019 para futuras filmagens. O filme foi anunciado oficialmente na San Diego Comic-Con 2019 no final de julho, com uma data de lançamento de 1º de maio de 2020, revelado junto com os papéis de alguns dos novos membros do elenco. Em agosto, o fisiculturista Olivier Richters anunciou que havia sido escalado para o filme, e a equipe realizou o escaneamento e a fotografia texturizada na plataforma de petróleo Well-Safe Guardian, no Mar do Norte, como referência para efeitos visuais.
13 BMWs X3 foram usadas para criar a sequência de perseguição de carros envolvendo Natasha e Yelena em Budapeste, com a equipe frequentemente desligando o controle eletrônico de estabilidade e as funções de assistência de segurança para se adequar ao script, bem como trocar o freio de estacionamento eletrônico do X3 por um acionado hidraulicamente. O diretor da segunda unidade, Darrin Prescott, explicou que a equipe muitas vezes "substituía o motor ou arrancava o corpo inteiro do carro e o reconstruía do zero". O enredo e os locais da sequência foram ajustados para ajudar Prescott a criar as ações originais e espontâneas que ele queria.
Uma festa de encerramento do filme foi realizada no final de setembro, antes que a produção fosse transferida para Macon, Geórgia, na semana de 30 de setembro. As locações de filmagem em Macon, incluindo o Terminal Station, foram caracterizadas para retratar Albany, Nova York. As fotos do set tiradas em outubro revelaram que William Hurt iria aparecer no filme, reprisando seu papel como Thaddeus Ross. As filmagens também aconteceram em Atlanta, Budapeste e Marrocos. A produção foi filmada por 87 dias e finalizada oficialmente em 6 de outubro de 2019.

### Pós-produção

A tomada original (acima) e o resultado final (abaixo) com efeitos visuais por Digital Domain

Matthew Schmidt e Leigh Folsom Boyd atuam como editores. Uma cena de Natasha vestindo roupas íntimas e uma camiseta que Shortland gostou devido a "quão sexy [Johansson] é [quando] ela está no controle" foi cortada do filme porque o público de teste criticou o "olhar masculino" da cena. Em meados de março, a Disney removeu o filme de sua programação de lançamento devido à pandemia de COVID-19. No início de abril, a Disney anunciou que Black Widow seria lançado em 6 de novembro de 2020, e o resto de sua lista de filmes da Fase Quatro também sofreu mudanças. Em setembro de 2020, a Disney adiou o lançamento novamente para 7 de maio de 2021, seguido por uma terceira mudança em março de 2021 para 9 de julho de 2021.
Em abril de 2021, após a aparição de Julia Louis-Dreyfus como Valentina Allegra de Fontaine na série de televisão do Disney+, The Falcon and the Winter Soldier (2021), Joanna Robinson, da Vanity Fair, relatou que era esperado que Louis-Dreyfus aparecesse pela primeira vez em Black Widow, antes que os adiamentos levassem o lançamento do filme para depois da estreia da série no Disney+. Robinson não tinha certeza se Louis-Dreyfus ainda apareceria no filme após esses adiamentos, mas especulou que seu papel pode ter sido como uma recrutadora para a equipe Thunderbolts em um tom semelhante ao papel de Nick Fury como um recrutador para os Vingadores no final de Iron Man (2008). No mês seguinte, Shortland disse que o filme havia sido concluído um ano antes, sem alterações, apesar dos atrasos subsequentes do lançamento. O lançamento do filme revelou que Olga Kurylenko interpreta Antonia Dreykov / Treinador, no filme; O envolvimento de Kurylenko foi deliberadamente excluído do marketing do filme.
A Digital Domain completou aproximadamente 320 tomadas de efeitos visuais para o filme, com trabalho dividido entre seus escritórios em Los Angeles, Montreal e Vancouver, e foi a principal responsável pela sequência final da batalha na Sala Vermelha, uma fortaleza no ar escondida nas nuvens. Uma combinação de efeitos práticos e visuais foi usada para criar a sequência. Atores e dublês foram filmados em um túnel de vento contra telas azuis, enquanto eram mantidos no ar usando fios e braços mecânicos. A sala em si e o ambiente ao redor foram criados inteiramente com computação gráfica. Dave Hodgins, supervisor do Digital Domain VFX disse: "Renderizar uma nuvem é fácil, mas renderizar 100 nuvens – junto com dezenas de pedaços de detritos grandes e pequenos – é muito complexo, para dizer o mínimo". A equipe de efeitos visuais usou a renderização da GPU para criar a maior parte dos destroços e detritos, o que permitiu que eles fizessem mais em um período de tempo mais curto.

## Trilha sonora
Alexandre Desplat foi revelado como compositor da trilha para o filme em janeiro de 2020. No final da pós-produção, Lorne Balfe substituiu Desplat como compositor, o que Desplat confirmou em maio de 2020. O cover de "Smells Like Teen Spirit" do Think Up Anger, apresentando Malia J, é usado na sequência de abertura. "American Pie" de Don McLean e "Cheap Thrills" de Sia também tocam no filme. A trilha sonora de Balfe foi lançada digitalmente pela Marvel Music e Hollywood Records em 9 de julho de 2021.
Balfe empregou o Metro Voices de Londres para uma orquestra de 118 instrumentos e um coro de 60 vozes cantando letras em russo, com essas letras adaptadas da poesia russa de Alexandre Pushkin, Leo Tolstoy e Mikhail Lermontov. Balfe disse que "a música do Exército Vermelho também foi uma influência massiva" e que ele "queria dar a Yelena [Belova] aquela robustez do Exército Vermelho com seu tema". Balfe evitou instrumentos russos mais clichês, como balalaikas, pois "não se encaixavam no filme" e podiam "se tornar uma paródia".

## Marketing
Com o anúncio oficial do filme sendo feito na San Diego Comic-Con de 2019, foi promovido por Feige, Shortland, e membros do elenco que apresentaram imagens dos primeiros 30 dias de produção. Um teaser trailer do filme, com algumas das filmagens que foi exibido na Comic-Con, foi lançado em 3 de dezembro de 2019. Vários comentaristas observaram que o filme era "muito aguardado" ou "altamente antecipado" pelos fãs, e destacaram o tom de suspense e espionagem do trailer. Rachel Leishman, do The Mary Sue, descreveu, após finalmente ver o trailer do filme Black Widow, como "surpreendentemente emocional", e achou que a definição do filme entre Captain America: Civil War e Avengers: Infinity War permitiria a personagem crescer em sua forma mais madura a partir do último filme, já que depois de filmes anteriores do UCM, a personagem era coadjuvante dos Vingadores. Scott Mendelson, da Forbes, comparou a história e o tom do trailer aos filmes Atômica (2017), Red Sparrow (2018) e Anna (2019), mas achou que estrelar um personagem familiar daria à Viúva Negra uma vantagem comercial sobre esses filmes. Mendelson achava que esse aspecto poderia superar o foco do teaser no "melodrama da família" sobre a super-heroína, que ele comparou com Thor (2011). Richard Newby, do The Hollywood Reporter, destacou as diferenças notáveis entre a composição de cenas e a cinematografia de Shortland no trailer, dos estilos de Jon Favreau, Joss Whedon e os Irmãos Russo, todos diretores que ajudaram a definir a Viúva Negra nos filmes anteriores do UCM. O que pretendia ser o trailer final do filme estreou em março de 2020. Nicole Carpenter, da Polygon, disse que foi a análise mais aprofundada do filme até agora, com Josh Weiss, da SyFy Wire, desfrutando de seus momentos mais calmos além das esperadas sequências de ação. Mendelson disse que o trailer era uma melhoria em relação ao teaser, atribuindo isso ao seu tema de "famílias encontradas (Os Vingadores), famílias forçadas ([as outras Viúvas Negras no trailer]) e família real" retratada por Pugh, Harbor, e Weisz.
O presidente de marketing da Disney, Asad Ayaz, disse que depois que Black Widow foi adiado de sua data de lançamento original em maio de 2020, a equipe de marketing interrompeu a campanha do filme. Uma vez que eles começaram a trabalhar para uma nova data de lançamento em 2021, eles puderam usar a aparência dos personagens e pontos da história que não haviam revelado na campanha inicial para construir uma nova abordagem para o filme. Ayaz explicou que eles não queriam parecer que tinham voltado para a mesma campanha de marketing, que se concentrava no símbolo da Viúva Negra e seu traje preto. A equipe de marketing diferenciou a nova campanha ao apresentar o traje branco da personagem do filme, e ao focar em seu legado como Vingadora. A campanha promocional da Black Widow apresentou 30 marcas, incluindo oportunidades de parceria com GEICO, Ziploc, BMW e Synchrony Bank. Parcerias personalizadas adicionais ocorreram com Fandango, YouTube, Roku, TikTok, Amazon, um patrocínio de jogos do Twitter E3 e anúncios, pôsteres e colecionáveis para as várias experiências de cinema premium, como IMAX.
Em setembro de 2020, a Barbie lançou duas bonecas da Viúva Negra com as roupas usadas no filme. A Marvel lançou outro trailer do filme em 3 de abril de 2021. Austen Goslin do Polygon sentiu que este era um novo trailer "final" antes da nova data de lançamento de julho de 2021, e disse que tinha apenas algumas cenas novas. Goslin também disse que o trailer forneceu o "melhor visual até agora" para o Treinador e destacou a "fantástica nova versão de inspiração russa" da música tema de The Avengers usada no final. Germain Lussier, do io9, também destacou o uso do tema de The Avengers, sentindo que a música combinada com cenas de outros filmes do UCM, bem como momentos de flashback de Natasha e sua família, fez o trailer parecer "muito mais épico" do que o trailer final anterior de março 2020. Lussier disse que era "um trailer que deixa você animado para o retorno" dos filmes do UCM. Ethan Anderton do /Film disse que a "épica" luta em queda livre com o Treinador exibida no trailer "parece uma sequência diferente de qualquer outra" vista no UCM. O trailer teve mais de 70 milhões de visualizações nas primeiras 24 horas. Em 5 de julho de 2021, Moneymaker: Behind the Black Widow, um documentário especial de meia hora centrado na dublê de Johansson, Heidi Moneymaker, estreou na ESPN+ como parte da série E60 da ESPN. O especial foi dirigido por Martin Khodabakhshian e narrado por Johansson. Uma versão subsequente de oito minutos do especial irá ao ar no Outside the Lines da ESPN em 10 de julho. Um episódio da série Marvel Studios: Legends foi lançado em 7 de julho de 2021, explorando a Viúva Negra, usando imagens de suas aparições anteriores no UCM.

## Lançamento

### Cinema e Disney+ Premier Access
Black Widow estreou em 29 de junho de 2021 em vários eventos de fãs do tapete vermelho em Londres, Los Angeles e Nova York. Foi exibido no Taormina Film Fest em 3 de julho, e foi lançado nos Estados Unidos em 9 de julho de 2021, simultaneamente nos cinemas e no Disney+ com Premier Access por 30 dólares. Estreou em 46 territórios durante seu primeiro fim de semana. Nos Estados Unidos, estreou em 4.100 cinemas, sendo 375 em IMAX, mais de 800 em grandes formatos premium, 1.500 em 3D e 275 em cinemas especiais D-Box, 4DX e ScreenX. Em exibições IMAX, aproximadamente 22 minutos do filme apareceram na proporção de aspecto expandida. É o primeiro filme da Fase Quatro do UCM. As datas de lançamento para China, Taiwan, Índia, partes da Austrália e outros mercados do Sudeste Asiático e da América Latina não foram definidas até o fim de semana de estreia do filme, e em meados de setembro de 2021, o filme não deveria ser lançado nos cinemas na China.
O filme foi originalmente programado para ser lançado em 1º de maio de 2020. No início de março de 2020, depois que a pandemia de COVID-19 causou o fechamento de cinemas em muitos países, a data de lançamento de No time to Die foi alterada de abril de 2020 para novembro de 2020. Os comentaristas começaram a especular sobre o potencial de outros grandes filmes como Black Widow também serem adiados. O Deadline Hollywood relatou rumores na indústria de distribuição de filmes sugerindo que Black Widow ficasse com a data de lançamento de Eternals, com o último sendo adiado para 2021, mas a Disney confirmou com seus parceiros de exibição que ainda pretendia lançar Black Widow em maio de 2020. Depois que um trailer final foi lançado para o filme, uma semana depois, Scott Mendelson, da Forbes, destacou que, com a existência do trailer e o uso da data de lançamento de maio de 2020, o filme não estava sendo adiado. Ele disse que esta era "a escolha lógica neste momento", sentindo que esta era a data de lançamento ideal para o filme e não havia evidências de que a pandemia afetaria seu desempenho nos EUA. Uma semana depois, os cinemas dos EUA foram fechados devido à propagação da pandemia, com reuniões acima de 50 pessoas desencorajadas pelo CDC e a Disney retirou o filme de seu lançamento em maio. Adam B. Vary e Matt Donnelly, da Variety, questionaram se o UCM poderia ser mais afetado pelo atraso do que outras franquias populares devido à natureza interconectada da série, embora uma fonte da Marvel Studios tenha dito a eles que mudar a data de lançamento do filme não afetaria o Linha do tempo do UCM. Vary e Donnelly especularam que isso foi devido ao filme ser uma prequela ambientado no passado na linha do tempo, diferente dos outros filmes da fase quatro. Em abril, a Disney mudou toda a sua lista de lançamentos da Fase Quatro devido à pandemia, dando a data de lançamento de Eternals, de 6 de novembro de 2020, para Black Widow e mudando todos os seus outros filmes da Fase Quatro na programação de lançamento.
Anthony D'Alessandro, do Deadline Hollywood, relatou em setembro de 2020 que a Disney estava considerando remarcar Black Widow novamente, com a Variety relatando e atribuindo isso aos baixos retornos de bilheteria para Mulan na China e para Tenet na América do Norte. Mais tarde naquele mês, a Disney adiou o lançamento para 7 de maio de 2021, reagendando Eternals e Shang-Chi and the Legend of the Ten Rings (2021). Em janeiro de 2021, Kevin Feige disse que ainda esperava que Black Widow estreasse nos cinemas, mas a Variety relatou que a Disney estava considerando lançar o filme em seu serviço de streaming, o Disney+. Também havia a possibilidade de atrasar o lançamento do filme novamente se os efeitos da pandemia de COVID-19 não melhorassem antes do lançamento planejado para maio de 2021, ou para lançar o filme simultaneamente nos cinemas e no Disney+ com Premier Access como foi feito com Raya and the Last Dragon (2021). A Variety sentiu que seria "insuperavelmente mais desafiador" para Black Widow se tornar lucrativo se não tivesse um lançamento nos cinemas. No início de fevereiro, o CEO da Disney, Bob Chapek, reafirmou que Black Widow deveria ser lançado exclusivamente nos cinemas, mas a Disney estava ciente da reabertura dos cinemas, principalmente em grandes cidades como Nova York e Los Angeles, bem como o desejo do consumidor de retornar aos cinemas. De acordo com a Variety, Feige se opôs a um lançamento simultâneo para o filme. Se o filme fosse adiado novamente, a indústria de distribuição de filmes acreditaria que a Disney o mudaria para 9 de julho de 2021, que na época era a data de lançamento de Shang-Chi and the Legend of the Ten Rings. No mês seguinte, Chapek reiterou que a Disney planejava lançar Black Widow nos cinemas em 7 de maio, enquanto o Deadline Hollywood novamente observou que adiar o filme, lançá-lo simultaneamente no Disney+ ou lançá-lo nos cinemas por um curto período de tempo antes de disponibiliza-lo no Disney+ eram ainda possibilidades. Chapek logo afirmou que a Disney estava se mantendo flexível ao avaliar o comportamento do consumidor e que tomaria a decisão final sobre o lançamento do filme no "último minuto".
No final de março, a Disney mudou a data de lançamento do filme para 9 de julho de 2021 e anunciou que seria lançado simultaneamente no Disney+ com Premier Access. Como resultado, Shang-Chi and the Legend of the Ten Rings foi adiado novamente. Kareem Daniel, presidente da Disney Media and Entertainment Distribution, disse que o lançamento simultâneo deu aos fãs opções de ver o filme e, ao mesmo tempo, atendeu às "preferências em evolução do público". Chaim Gartenberg, do The Verge, opinou que a Disney precisava seguir em frente com o lançamento simultâneo do filme porque não poderiam arcar com o atraso das séries de televisão da Fase Quatro. Ele explicou que essas séries eram alguns dos poucos "programas imperdíveis e de alto nível" no Disney+, e uma vez que começaram a ser lançados com WandaVision em janeiro de 2021, havia muito tempo para que os filmes pudessem ser adiados antes da natureza interconectada da narrativa da Marvel começar a causar problemas. Por exemplo, esperava-se que a série Hawkeye fosse lançada no final de 2021 e tivesse spoilers de Black Widow, então o filme precisava ser lançado antes disso. Gartenberg descreveu a Disney e a Marvel como vítimas de seu próprio sucesso, mas sentiu que a potencial perda de receita com o lançamento simultâneo poderia levar a aspectos positivos de longo prazo, como fãs que, de outra forma, não teriam assistido as séries da Marvel potencialmente descobrindo-as ao assinarem o Disney+ para assistir Black Widow.

#### Processo Judicial
Em julho de 2021, Johansson entrou com um processo contra a The Walt Disney Company no Tribunal Superior do Condado de Los Angeles, alegando que uma cláusula em seu contrato foi violada como resultado do filme ter sido lançado no Disney+ com Premier Access, além de um lançamento nos cinemas. O processo afirmou que o lançamento do filme isentava a Disney de pagar "bônus de bilheteria muito grandes" que Johansson teria direito. A Disney emitiu um comunicado dizendo que o processo "não tinha mérito", chamando-o de "indiferente indiferença aos terríveis e prolongados efeitos globais da pandemia COVID-19". Além disso, eles alegaram que "cumpriram totalmente" o contrato de Johansson e que o lançamento do filme no Disney+ com Premier Access "aumentou significativamente a capacidade [de Johansson] de ganhar uma compensação adicional além dos 20 milhões de dólares que ela recebeu até agora". De acordo com o The Wall Street Journal, Johansson estava preocupada com a possibilidade do filme ser lançado no Disney+ desde antes do lançamento de Avengers: Endgame. A Vulture afirmou que não ter nenhuma aparição planejada em projetos futuros do UCM "encorajou" Johansson a entrar com o processo.
Bryan Lourd, o agente de Johansson e co-presidente da Creative Artists Agency (CAA), emitiu uma declaração alegando que a Disney "acusou descarada e falsamente a Sra. Johansson de ser insensível à pandemia de COVID global" e acusou a empresa de "deixar os parceiros artísticos e financeiros" fora de seus lucros contínuos, com a CAA descrevendo a divulgação da Disney dos ganhos de 20 milhões de dólares de Johansson como uma tentativa de "transformar seu sucesso como artista e mulher de negócios em uma arma". As organizações de advocacia Women in Film, ReFrame e Time's Up também divulgaram uma declaração conjunta criticando a resposta da Disney, chamando-a de "ataque de personagem de gênero" e dizendo que "se posicionam firmemente contra a declaração recente da Disney que tenta caracterizar Johansson como insensível ou egoísta por defender seus direitos contratuais de negócios". O TheWrap relatou que Johansson ficou "chocada com o tom" da resposta da Disney, enquanto o ex-CEO da Disney, Bob Iger, ficou "mortificado" com o processo. Feige ficou "zangado e envergonhado" pela maneira como a Disney lidou com a situação, e queria "que a Disney consertasse isso [com Johansson]". A presidente da SAG-AFTRA, Gabrielle Carteris, também criticou a resposta da Disney, opinando que "a Disney deveria ter vergonha de si mesma por recorrer a táticas cansativas, como vergonha de gênero e intimidação". O advogado da Disney, Daniel Petrocelli, descreveu o processo como uma "campanha altamente orquestrada [de relações públicas] para alcançar um resultado que não pode ser obtido em um processo".
Escrevendo para o The Hollywood Reporter, Eriq Gardner acreditava que o caso de Johansson era "potencialmente fraco", já que disputas desse tipo geralmente acontecem "atrás das portas fechadas da arbitragem", e que ela foi forçada a apresentar uma alegação de interferência torturante em vez de "uma quebra direta de contrato" devido a uma cláusula em seu contrato. Gardner acrescentou que a reclamação de Johansson sobre a Disney não "esperar alguns meses para que o mercado se recuperasse" do impacto da pandemia de COVID-19 foi rebatida pelo fato de a Disney já ter atrasado o filme em um ano, já que a Disney não queria esperar muito tempo depois de Avengers: Endgame para lançar Black Widow quando o UCM estava "se movendo para sua próxima fase". Isso foi especialmente verdadeiro porque o filme apresenta "novos personagens-chave" para a franquia, como Yelena Belova. Matt Mueller, do Screen Daily, disse à BBC News que acredita que o caso será resolvido entre a Disney e Johansson antes de chegar ao tribunal, opinando que foi "surpreendente que a Disney o tenha deixado chegar a este estágio", considerando os acordos da Warner Bros.' com as estrelas para lançamentos simultâneos em cinemas e na HBO Max para títulos como Space Jam: A New Legacy (2021). Mueller acredita que o caso levaria outros estúdios com plataformas de streaming a examinar "quais medidas contratuais eles precisam tomar para evitar ações futuras". A Variety relatou em julho de 2021 que o caso levou outros atores da Disney a considerarem processos legais.
Em agosto, a Disney entrou com uma moção para mover o processo para arbitragem, citando que Black Widow superou outros filmes do UCM em seu fim de semana de estreia com uma "exibição impressionante da era da pandemia". O advogado de Johansson, John Berlinski, criticou este movimento como uma tentativa da Disney de "esconder sua má conduta em uma arbitragem confidencial", enquanto chamava suas respostas anteriores de "misóginas". O processo foi encerrado no mês seguinte sob termos não divulgados, embora o Deadline Hollywood tenha relatado que Johansson receberia mais de 40 milhões de dólares da Disney. O acordo veio depois que a Disney decidiu lançar os seus próximos de 2021 apenas nos cinemas, após o sucesso de bilheteria de Shang-Chi and the Legend of the Ten Rings e Free Guy (2021), que também receberam lançamentos exclusivos nos cinemas quando lançados inicialmente. Em novembro de 2021, Johansson disse que se sentia "muito afortunada por ninguém ter que passar pelo que passei" e achava que o processo havia causado "um impacto positivo na indústria e, esperançosamente, na vida e subsistência de artistas e criativos".

### Home Video
Black Widow foi lançado nos Estados Unidos em download digital pela Walt Disney Studios Home Entertainment em 10 de agosto de 2021, e em Ultra HD Blu-ray, Blu-ray e DVD em 14 de setembro. Inclui cenas excluídas, erros de gravação e vários recursos de bastidores. O filme ficou disponível para streaming a todos os assinantes do Disney+ em de 6 de outubro. A versão IMAX do filme foi disponibilizada no Disney+ a partir de 12 de novembro.

## Recepção

### Bilheteria
Até 27 de setembro de 2021, Black Widow arrecadou 183,7 milhões de dólares nos Estados Unidos e no Canadá, e 196 milhões de dólares em outros territórios, para um total mundial de 379,6 milhões de dólares. É o quinto filme de maior bilheteria de 2021. O fim de semana de estreia do filme arrecadou 226,2 milhões de dólares globalmente, o que incluiu 80,4 milhões de dólares de bilheteria doméstica, 78,8 milhões de dólares de bilheteria internacional e 67 milhões de dólares em receita global do Disney+ com Premier Access. A receita bruta do fim de semana de abertura estava dentro ou ultrapassou várias projeções de pré-lançamento. Em junho de 2021, a Fandango relatou que o filme teve o maior número de pré-vendas de ingressos em 2021, e ultrapassou outros filmes do UCM como Doctor Strange (2016) e Spider-Man: Homecoming (2017).
Black Widow arrecadou 39,5 milhões de dólares na noite de estreia, incluindo 13,2 milhões de dólares nas prévias de quinta-feira à noite, que foi a melhor noite de pré-estreia desde o início da pandemia de COVID-19 em março de 2020. Sua receita bruta total no fim de semana foi de 80,4 milhões de dólares, tornando-o o filme mais vendido do fim de semana. Esta foi a maior abertura de bilheteria desde o início da pandemia COVID-19, ultrapassando a abertura de F9 (70 milhões de dólares), e o maior fim de semana de abertura desde Star Wars: The Rise of Skywalker (2019). O faturamento interno ficou dentro de algumas das projeções de pré-lançamento do filme, embora tenha sido considerado de acordo com o que algumas projeções da indústria feitas durante o fim de semana achavam que o filme poderia ter merecido depois de examinar sua noite de estreia e arrecadação de antevisão; o Deadline Hollywood atribuiu parte disso à disponibilidade do filme no Disney+ com Premier Access. Quando a receita bruta do cinema de 80,4 milhões de dólares foi combinada com a receita doméstica do Premier Access de 55 milhões milhões de dólares, totalizando mais de 135,4 milhões de dólares para o fim de semana de estreia, a Disney observou que Black Widow foi o único filme a ultrapassar 100 milhões de dólares em gastos do consumidor doméstico no fim de semana de estreia desde o início de a pandemia, e marcou a terceira maior abertura de um filme de origem do UCM, atrás de Black Panther (202 milhões de dólares) e Captain Marvel (153,4 milhões de dólares). Após o fim de semana de abertura, Black Widow divulgou o maior valor bruto da pandemia sem feriado (7,16 milhões de dólares) e terça-feira (7,6 milhões de dólares). O filme ultrapassou 100 milhões de dólares em bilheteria nacional seis dias após o lançamento, tornando-o o mais rápido a fazer isso na pandemia.
Em seu segundo fim de semana, o filme arrecadou 25,8 milhões de dólares, terminando em segundo atrás de Space Jam: A New Legacy. Sua queda de 67% marcou o maior declínio na semana do segundo ano para um filme do UCM, passando Ant-Man and the Wasp (62%). Os analistas de bilheteria atribuíram o declínio de Black Widow na segunda semana ao lançamento do Disney+, bem como à disponibilidade online de versões piratas do filme. Em seu terceiro fim de semana, o filme arrecadou mais 11,6 milhões de dólares e se tornou o filme mais rápido a atingir 150 milhões de dólares em bilheteria doméstica durante a pandemia. Black Widow foi o quarto filme de maior bilheteria de 2021 nos Estados Unidos.
Fora da América do Norte, Black Widow arrecadou  78,8 milhões de dólares em seu fim de semana de estreia, em 46 mercados. Foi o filme número um em quase todos esses mercados, incluindo os mercados da região Ásia-Pacífico onde estreou, exceto no Japão, onde foi o terceiro, e todos os mercados da região da América Latina. Black Widow foi a maior estreia de fim de semana de pandemia em 15 mercados europeus. O IMAX foi responsável por 4,8 milhões de dólares do bruto do fim de semana, de 59 países, 11 dos quais estabeleceram recordes de fim de semana de abertura para a pandemia. Na Coreia, o dia de estreia do filme foi o segundo melhor de 2021, com 3,3 milhões de dólares, e Hong Kong teve a melhor abertura da pandemia, com 3,2 milhões de dólares. O filme teve o maior dia de estreia da pandemia na Áustria, República Tcheca, Qatar e Eslováquia, enquanto na Arábia Saudita, o filme teve o maior dia de estreia para um lançamento da Disney de todos os tempos. Foi o filme número um no dia da estreia em muitos outros mercados. Foi o filme número um no dia da estreia em muitos outros mercados. Em 20 de outubro de 2021, os principais mercados eram a Coreia do Sul (26,3 milhões de dólares), Reino Unido (25,8 milhões de dólares) e França (15,1 milhões de dólares).

### Receita e audiência do Disney+
Com o Premier Access do Disney+, Black Widow arrecadou 67 milhões de dólares em todo o mundo em seu fim de semana de estreia; foi o primeiro filme que a Disney revelou ter receita com o Premier Access, com a receita caindo fortemente nos Estados Unidos, com 55 milhões de dólares. O aplicativo de rastreamento de espectadores Samba TV, que mede pelo menos cinco minutos de visualização em Smart TVs em mais de 3 milhões de lares nos Estados Unidos, informou que 1,1 milhão de lares assistiram ao filme em seu fim de semana de estreia. O Deadline Hollywood observou que essa audiência se traduziu em cerca de 33 milhões de dólares em receita para a Disney, considerando o preço de 29,99 dólares do Premier Access, que se alinha com a receita mundial anunciada. O site também observou que a Disney estava recebendo cerca de 85% da receita do Disney+, compartilhando o restante com fornecedores de plataformas como Amazon Firestick e Apple TV+.
No fim de semana seguinte, o Deadline relatou que Black Widow foi o filme mais pirateado da semana passada, enquanto algumas fontes da indústria acreditam que ele se tornou o filme mais pirateado da pandemia.  Posteriormente, a Samba TV atualizou a audiência do filme no Disney+; relatando que o filme foi transmitido mais de 2 milhões de vezes nos Estados Unidos, nos primeiros 10 dias de lançamento, resultando em cerca de 60 milhões de dólares em receita doméstica geral do Disney+. A Samba TV também relatou atualizações na audiência de 10 dias no Reino Unido (258.000), Alemanha (116.000) e Austrália (47.000).  Em outubro, a Samba TV relatou que mais de 1,1 milhão de lares nos Estados Unidos assistiram Black Widow nos primeiros cinco dias de sua disponibilidade para todos os assinantes no Disney+. Eles também relataram a audiência no Reino Unido (190.000) e na Alemanha (96.000) durante o mesmo período. Em 15 de agosto de 2021, Black Widow arrecadou 125 milhões de dólares por meio de streaming e downloads digitais.

### Resposta da crítica
No site do agregador de avaliações, Rotten Tomatoes, o filme tem uma classificação de aprovação de 85% com base em 85 avaliações, com uma classificação média de 7,10 / 10. O consenso crítico do site  diz: "Os temas mais profundos de Black Widow são abafados em toda a ação, mas continua sendo uma aventura independente solidamente divertida que é completada por um elenco de apoio estelar". No Metacritic, o filme tem uma pontuação média ponderada de 69 em 100, com base em 28 críticos, indicando "críticas geralmente favoráveis".
Owen Gleiberman, da Variety, inicialmente temeu que Black Widow fosse duas horas de Johansson sendo "uma lutadora arrasadora em couro elegante com alguns movimentos de canivete", mas ao invés disso achou o filme "muito mais interessante e absorvente". Ele disse que o filme "apresenta combate cinético apenas o suficiente para dar ao público dominante a sensação de fazer seu dinheiro valer a pena, mas desde os créditos de abertura, a maior parte dele tem um tom corajoso, deliberado e livre de zap que é impressionante — e intencionalmente — terrestre para uma fantasia de super-herói". Gleiberman acrescentou que Johansson deu ao filme "seu toque de alma" e gostou do final "espetacular". Brian Tallerico, do RogerEbert.com, elogiou o desempenho de Pugh como "encontrando os tons certos de força e vulnerabilidade" e como "a MVP do filme".
Escrevendo para o The Hollywood Reporter, David Rooney chamou Black Widow de um "thriller de espionagem de alta octanagem" que "[se afasta] do modelo do super-herói". Rooney acrescentou que o filme foi "um veículo estelar" para Johansson e elogiou o elenco de apoio. Joshua Rivera, do Polygon, escreveu: "Black Widow tem um foco que é revigorante para o UCM, permitindo um senso de estilo e diversão que é genuinamente agradável uma vez que você supera a estranheza da continuidade do filme no UCM", embora ele disse que o filme parece "vazio" após a morte de Romanoff em Avengers: Endgame, escrever o filme parece um "pedido de desculpas". Eric Kohn, do IndieWire, deu ao filme uma nota B, escrevendo, "Como a alegria de boas-vindas de Spider-Man: Homecoming, a saga de Natasha e Yelena não tenta amarrar o destino do universo conhecido para fazer sua operação valer a pena. As apostas relativamente baixas ajudam a destacar sua dinâmica temperamental, pelo menos sempre que o combate corpo a corpo não chega primeiro. Felizmente, o filme entrega nessa frente, principalmente durante uma briga entre a Viúva Negra e o assassino conhecido como Treinador, que reflete cada movimento seu. Se esta é a última vez que vemos Johansson fazendo justiça a seus agressores com velocidade de ginástica, é uma despedida apropriada".
Pete Hammond, do Deadline Hollywood, escreveu que Johansson "sai com todas as armas em punho, já que este primeiro filme da Fase 4 do UCM não restringe nem um pouco a ação", com um filme que "se concentra mais no ser humano por trás do escudo de um super-herói". Hammond sentiu que a sequência de abertura revelando que a construção da família de Natasha são na verdade espiões russos era uma reminiscência de The Americans, enquanto ele elogiava a química entre Johansson e Pugh, "com a constrangedora timidez de Natasha contrabalanceada pela animada e cínica Yelena". Sobre as performances, Hammond disse: "Johansson é novamente uma grande presença no papel, mostrando ação especializada e habilidades de atuação durante todo o tempo, enquanto Pugh está claramente pronta para liderar sua própria franquia após esta estréia no UCM. Weisz é simplesmente uma atriz tão boa que ela pode até fazer um pouco do diálogo mais ridículo, e Harbour, tatuado ao máximo, está claramente se divertindo exagerando cada momento de um personagem projetado para pensar apenas em si mesmo". Hammond também disse que "ter Winstone no filme eleva vários níveis, e ele é deliciosamente divertido e assustadoramente autêntico como o vilão da peça".
Escrevendo para o BBC Culture, Caryn James deu ao filme quatro de cinco estrelas, opinando que o filme era "o filme menos parecido com os Vingadores no [UCM] até agora", e que "depois de todo esse tempo, um ajuste na fórmula é uma coisa boa". James, assim como Hammond, observou a sequência de abertura do filme como uma reminiscência de The Americans, enquanto ela elogiava o desempenho de Pugh, chamando Yelena de "a pessoa mais vibrante do filme, mais vivida do que a maioria dos personagens de filmes de ação". James, no entanto, também observou a apresentação do filme de "a metáfora perfeita para a Rússia x Ocidente" com "os russos desenvolveram uma fórmula sintética que pode suprimir o livre arbítrio" com "nada profundo ou pesado sobre o tratamento que o filme dá a essa ideia". James também sentiu que Natasha era "a personagem menos interessante" entre sua família, sendo "um ajuste estranho para o astuto filme familiar que se desenrolava ao seu redor", e sentiu que o filme tinha um encerramento "tipicamente de Vingadores" com "um exagero, cenas de ação muito longas que parecem um festival de dublês se jogando uns nos outros em um laboratório russo".

### Reconhecimentos
| Prêmio                                    | Data da Cerimônia       | Categoria                                                             | Recebedor(es)                                                                                      | Resultado    | Ref(s)  |
| ----------------------------------------- | ----------------------- | --------------------------------------------------------------------- | -------------------------------------------------------------------------------------------------- | ------------ | ------- |
| Golden Trailer Awards                     | 22 de julho de 2021     | Melhor aventura de fantasia                                           | "Controle" (MOCEAN)                                                                                | Venceu       | [ 245 ] |
| Golden Trailer Awards                     | 22 de julho de 2021     | Melhor trailer de Blockbuster de verão de 2021                        | "Lar" (Wild Card)                                                                                  | Indicado     | [ 245 ] |
| Golden Trailer Awards                     | 22 de julho de 2021     | Melhor anúncio de TV de Blockbuster de verão (para um longa-metragem) | "Escolha" (Wild Card)                                                                              | Venceu       | [ 245 ] |
| Golden Trailer Awards                     | 22 de julho de 2021     | Melhor teaser pôster                                                  | "Teaser One-Sheet" (LA/Lindeman Associates)                                                        | Indicado     | [ 245 ] |
| Women's Image Network Awards              | 14 de outubro de 2021   | Melhor atriz de longa-metragem                                        | Scarlett Johansson                                                                                 | Indicado     | [ 246 ] |
| Women's Image Network Awards              | 14 de outubro de 2021   | Melhor filme                                                          | Black Widow                                                                                        | Venceu       | [ 246 ] |
| Hollywood Professional Association Awards | 18 de novembro de 2021  | Melhores efeitos especiais de cinema                                  | David Hodgins, Hanzhi Tang, Ryan Duhaime, James Reid e Edmond Smith III (Digital Domain)           | Venceu       | [ 247 ] |
| Hollywood Professional Association Awards | 18 de novembro de 2021  | Melhores efeitos especiais de cinema                                  | Sean Walker, Marvyn Young, Karl Rapley, Lily Lawrence e Timothy Walker (Weta Digital)              | Indicado     | [ 247 ] |
| People's Choice Awards                    | 7 de dezembro de 2021   | Filme Favorito                                                        | Black Widow                                                                                        | Venceu       | [ 248 ] |
| People's Choice Awards                    | 7 de dezembro de 2021   | Filme de Ação Favorito                                                | Black Widow                                                                                        | Indicado     | [ 248 ] |
| People's Choice Awards                    | 7 de dezembro de 2021   | Atriz de Cinema Favorita                                              | Scarlett Johansson                                                                                 | Venceu       | [ 248 ] |
| People's Choice Awards                    | 7 de dezembro de 2021   | Atriz de Cinema Favorita                                              | Florence Pugh                                                                                      | Indicado     | [ 248 ] |
| People's Choice Awards                    | 7 de dezembro de 2021   | Estrela de Filme de Ação Favorita                                     | Scarlett Johansson                                                                                 | Indicado     | [ 248 ] |
| People's Choice Awards                    | 7 de dezembro de 2021   | Estrela de Filme de Ação Favorita                                     | Florence Pugh                                                                                      | Indicado     | [ 248 ] |
| St. Louis Film Critics Association        | 19 de dezembro de 2021  | Melhor filme de ação                                                  | Black Widow                                                                                        | Indicado     | [ 249 ] |
| St. Louis Film Critics Association        | 19 de dezembro de 2021  | Melhores efeitos visuais                                              | Black Widow                                                                                        | Indicado     | [ 249 ] |
| San Diego Film Critics Society            | 10 de janeiro de 2022   | Melhor performance de comédia                                         | David Harbour                                                                                      | Vice-Campeão | [ 250 ] |
| Georgia Film Critics Association          | 14 de janeiro de 2022   | Prêmio Oglethorpe de Excelência no Cinema da Geórgia                  | Cate Shortland, Eric Pearson                                                                       | Indicado     | [ 251 ] |
| Houston Film Critics Society              | 19 de fevereiro de 2022 | Melhor Coordenação de Dublês                                          | Black Widow                                                                                        | Indicado     | [ 252 ] |
| Screen Actors Guild Awards                | 27 de fevereiro de 2022 | Melhor elenco de dublês num filme                                     | Black Widow                                                                                        | Indicado     | [ 253 ] |
| Hollywood Critics Association             | 28 de fevereiro de 2022 | Melhores cenas de dublês                                              | Black Widow                                                                                        | Indicado     | [ 254 ] |
| Visual Effects Society                    | 8 de março de 2022      | Melhor modelo em um projeto fotorreal ou animado                      | "The Red Room" – Tristan John Connors, Bo Kwon, James Stuart e Ryan Duhaime                        | Indicado     | [ 255 ] |
| Visual Effects Society                    | 8 de março de 2022      | Melhor composição e iluminação em um filme                            | "Red Room Crashing Back to Earth" – Michael Melchiorre, Simon Twine, Daniel Harkness e Tim Crowson | Indicado     | [ 255 ] |
| Critics' Choice Super Awards              | 17 de março de 2022     | Melhor Atriz em Filme de Super Herói                                  | Florence Pugh                                                                                      | Venceu       | [ 256 ] |
| Nickelodeon Kids' Choice Awards           | 9 de abril de 2022      | Atriz de filme favorita                                               | Scarlett Johansson                                                                                 | Indicado     | [ 257 ] |

## Documentário especial
Em fevereiro de 2021, a série de documentários Marvel Studios: Assembled foi anunciada. O especial mostra os bastidores da produção dos filmes e séries de televisão do UCM com membros do elenco e conteúdos adicionais. Um especial de Black Widow, com Scarlett Johansson, foi lançado no Disney+ em 20 de outubro de 2021.

## Futuro
Pugh reprisou seu papel na série do Disney+, Hawkeye, com seu envolvimento criado a partir da cena pós-crédito do filme. Em junho de 2021, Shortland expressou interesse em voltar para dirigir uma sequência de Black Widow e afirmou que, se isso acontecesse, provavelmente giraria em torno de uma personagem diferente no papel principal, já que Natasha atualmente está morta no UCM. Weisz afirmou que ela estaria interessada em uma futura história mostrando Melina assumindo o manto de Dama de Ferro.

## Nota
1. ↑  A Disney anunciou que Black Widow também ganhou $ 67 milhões globalmente com o Disney+ Premier Access em seu fim de semana de lançamento. Isso não é levado em consideração nas receitas de bilheteria.[7][8][9]

1. ↑  Durante os eventos do filme 'Capitão América: Guerra Civil (2016).
2. ↑  Durante os eventos do filme Vingadores: Ultimato (2019).